# Basiprionota privigna
Basiprionota privigna es un coleóptero de la familia Chrysomelidae.
Fue descrita científicamente por primera vez en 1862 por Boheman.